# Akouré

Akouré est une localité du sud est de la Côte d'Ivoire, et appartenant au département d'Alépé, dans la région de La Mé. La localité d'Akouré est un chef-lieu de commune.